# 범어사 원효암 목조관음보살좌상 복장유물 일괄
부산 범어사 원효암 목조관음보살좌상 복장유물 일괄(釜山 梵魚寺 元曉庵 木造觀音菩薩坐像 腹藏物 一括)은 부산광역시 금정구 청룡동, 범어사 원효암에 있는 불상이다. 2016년 9월 21일 부산광역시의 유형문화재 제173호로 지정되었다.

## 개요
범어사 원효암 목조관음보살좌상의 복장유물에 묘법연화경(妙法蓮華經) 7종, 선문념송집(禪門拈頌集), 육경합부(六經合部), 지장보살본원경(地藏菩薩本願經)은 모두 1종씩으로 불교경전 10종, 후령통, 다라니(眞言) 2종, 조성발원문(造成發願文) 1종 등이 포함되어 있다. 조성발원문의 내용으로 보아 본 불상이 1674년(현종 15) 5월에 조성된 사실을 알 수 있고, 범어사 원효암 소장 목조관음보살좌상의 조성 시기․주체 등과 함께 당대 불교계의 실체와 사상적 경향, 함양군 영은사의 승려조직과 단월의 규모․실체, 불상의 조성 형태 등을 알 수 있다. 아울러 복장유물 가운데 포함된 인출다라니와 주서다라니 등도 이러한 역사․문화적인 실체와 더불어 17세기 중엽 복장 의례와 복장 유물의 실태, 생산․유통된 닥종이의 종류, 목판인쇄술 등을 파악할 수 있는 중요한 원천 자료이다.

## 참고 자료
- 부산 범어사 원효암 목조관음보살좌상 복장유물 일괄 - 국가유산청 국가유산포털